# Îmbrăcămintea persană

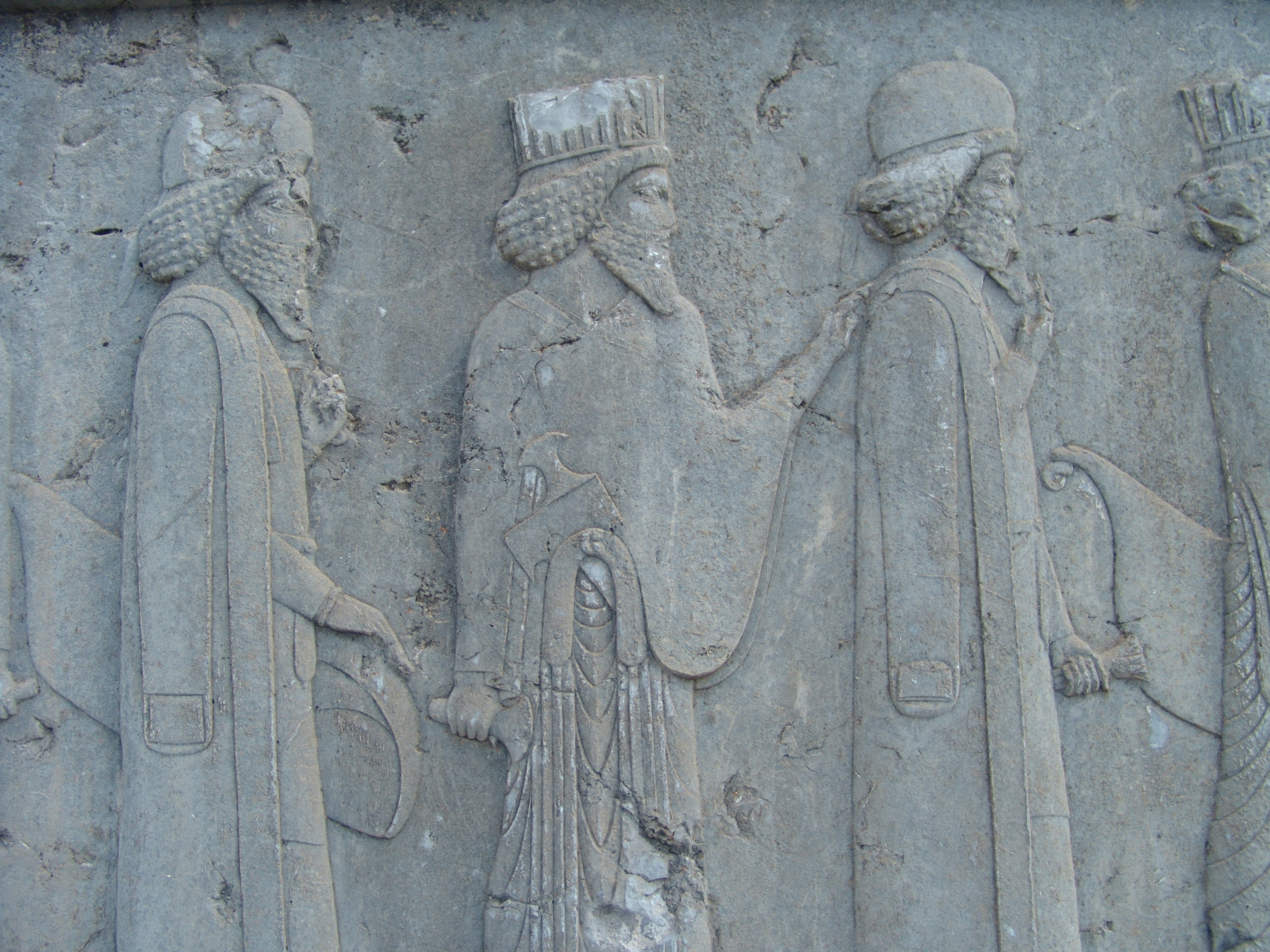
Detaliu al reliefului care arată doi bărbați (stânga și dreapta) purtând kandys (un tip de haină sau manta persană cu lungime trei-sferturi). Apadana, Persepolis, 550-330 î.Hr.

Îmbrăcămintea tradițională persană poate fi văzută în miniaturile persane, unde se poate observa că țesăturile folosite sunt atât culori vii, cât și pastel.
Îmbrăcămintea Iranului antic a luat o formă avansată, iar țesătura și culoarea hainelor au devenit foarte importante în acel moment.  În funcție de statutul social, prestigiul, climatul regiunii și de anotimp, îmbrăcămintea persană în perioada ahemenidă a luat diferite forme. Filosofia care stă la baza portului persan, este acela conform căreia îmbrăcămintea, pe lângă funcționalitate, trebuie să aibă și un rol estetic. 
În Iranul de astăzi există multe grupuri etnice mai mici sau mai mari, cu propriile dialecte, tradiții și porturi (precum triburile Bakhtiari, Qashqai, grupurile etnice ale belucilor, turkmenilor, kurzilor, lorilor, precum și grupurile etnice din provinciile Gilan, Mazandaran, ș.a.m.d); prin urmare, și varietatea de îmbrăcăminte tradițională iraniană este deosebit de mare. 
Îmbrăcămintea tradițională persană, deși nu mai este purtată în zonele urbane, a fost bine conservată în texte și picturi de-a lungul istoriei.

## Portul bărbătesc
Îmbrăcămintea tradițională pentru bărbați includea combinația de șalvari și Jameh (cămașă lungă), adesea prinse cu o centură lată numită, în limba persană, kamarband.
Portul tradițional bărbătesc includea și un acoperământ de cap, cunoscut sub numele de Sarband. Robele lungi erau purtate și de femeile și de bărbații din Persia. De multe ori purtau și bijuterii din aur.

## Galerie

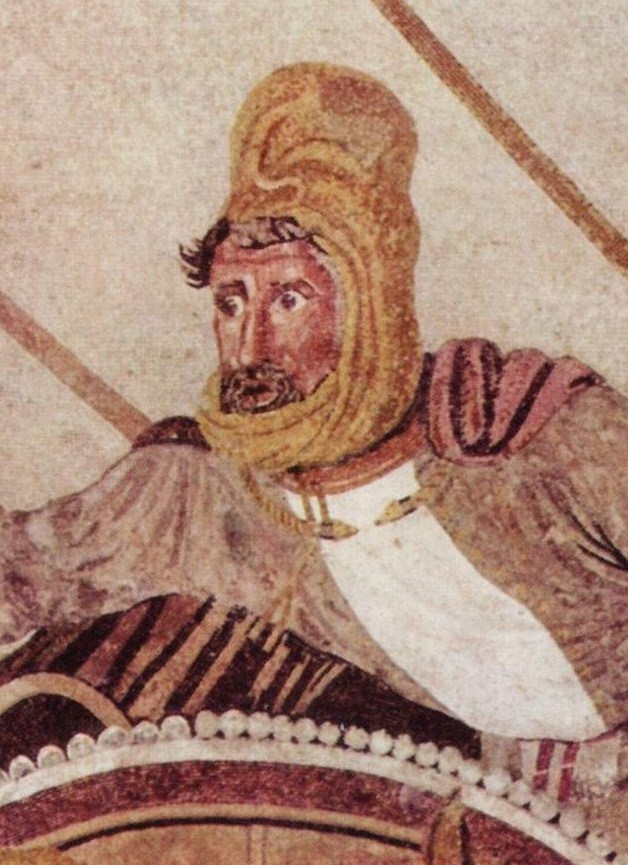
Darius III al Persiei.
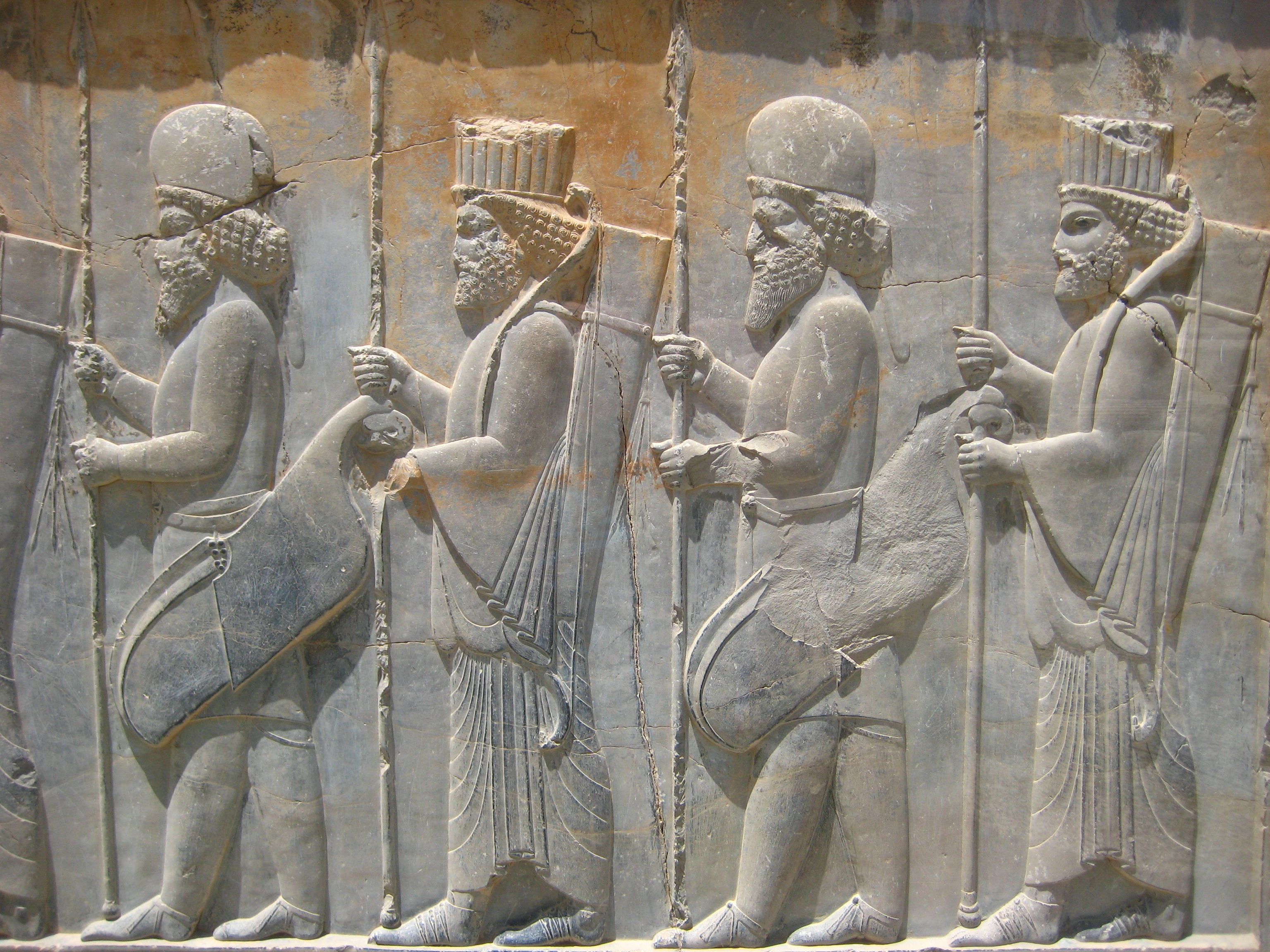
Scările de la Apadana
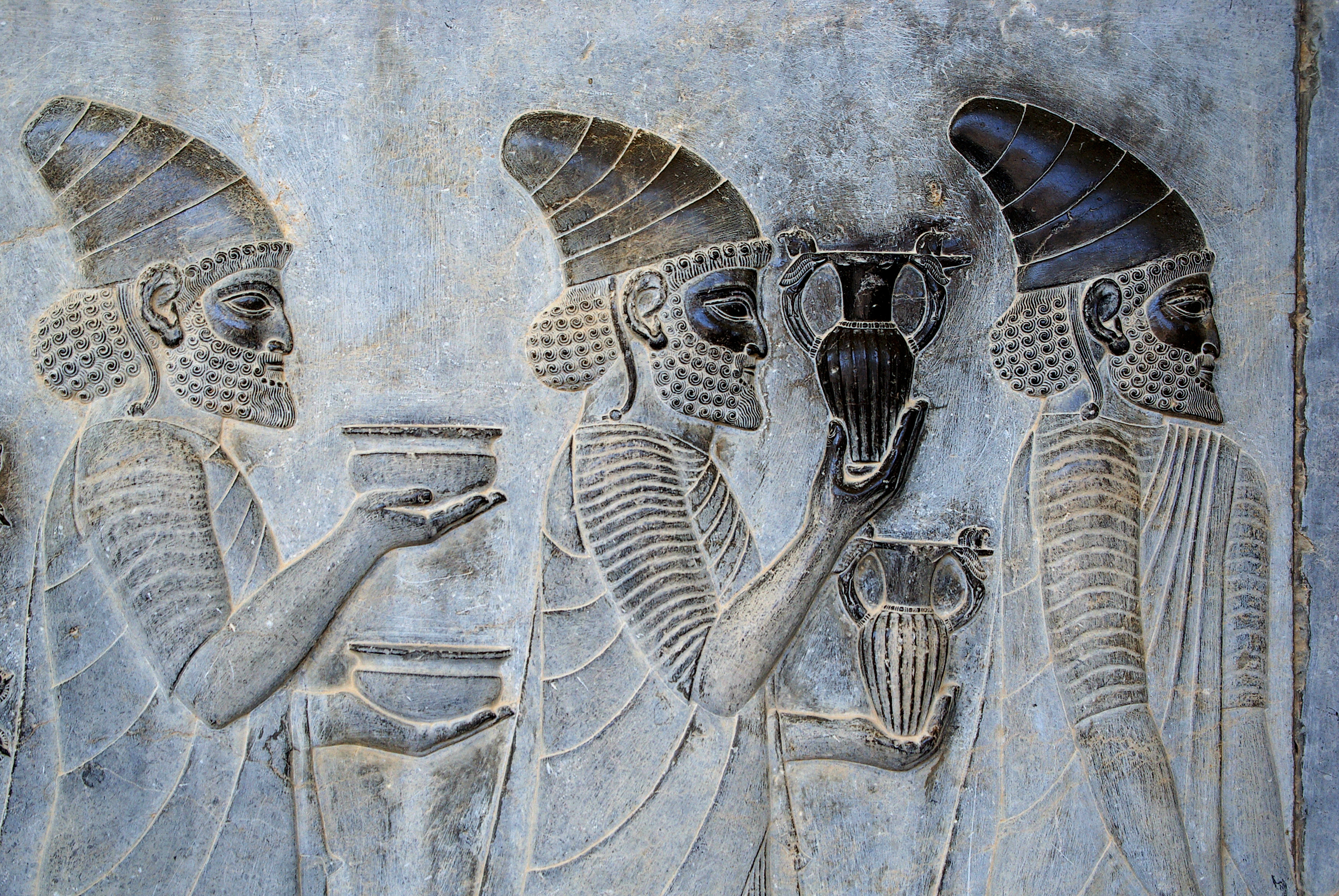
Detaliu al reliefului scărilor de est ale Apadanei. la Persepolis
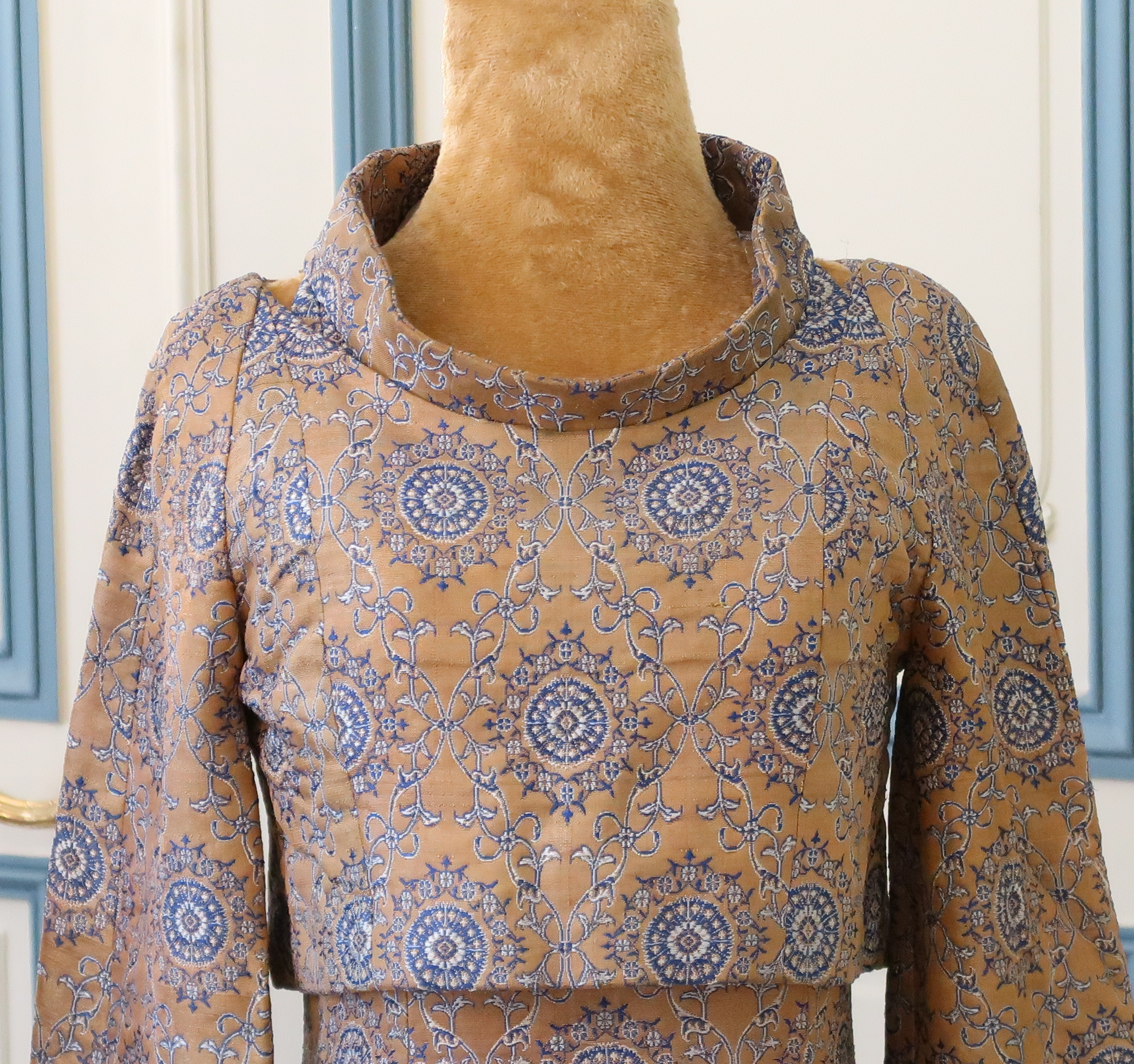
O posibilă imitație a portului persan.(deux-pièces)
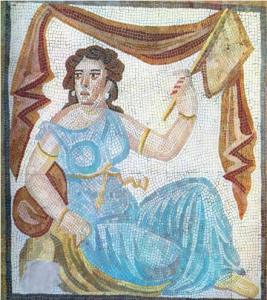
Femeie din perioada sasanidă.
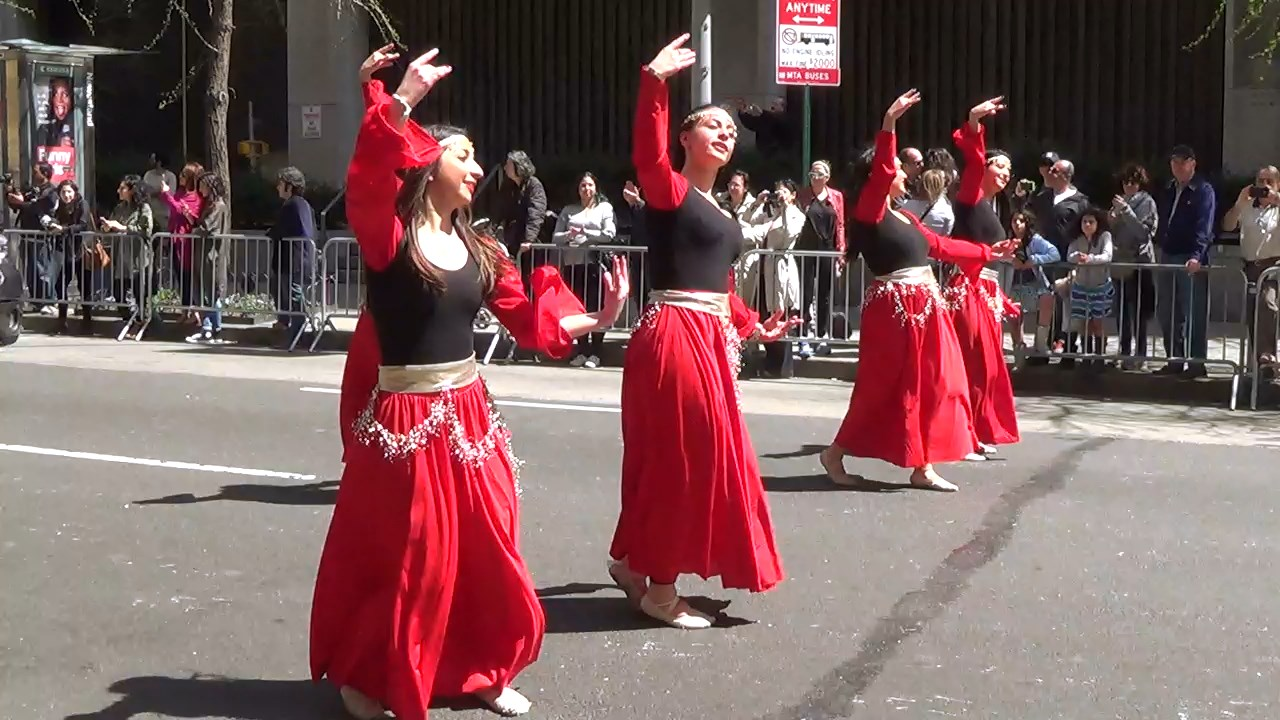
Variantă modernizată a portului tradițional.

## Linkuri externe
- Books.google.com[nefuncțională]
- Seasonsiran.com
- Lexic istoric al îmbrăcămintei persane
- Pânze antice persane în aniversarea a 2500 de ani de la imperiul persan, Persepolis, 1971 (videoclip)

1. ↑  پوشاک در ایران باستان، فریدون پوربهمن/ت: هاجر ضیاء سیکارودی، امیرکبیر. 2007. pp. 24, 25, 57.